# Pouteria altissima
Pouteria altissima är en tvåhjärtbladig växtart som först beskrevs av Auguste Jean Baptiste Chevalier, och fick sitt nu gällande namn av Charles Baehni. Pouteria altissima ingår i släktet Pouteria och familjen Sapotaceae. Inga underarter finns listade i Catalogue of Life.